# Osteocephalus buckleyi
Osteocephalus buckleyi là một loài ếch trong họ Nhái bén.
Nó được tìm thấy ở Bolivia, Brasil, Colombia, Ecuador, Guyane thuộc Pháp, Guyana, Peru, Suriname, và Venezuela.
Các môi trường sống tự nhiên của chúng là các khu rừng ẩm ướt đất thấp nhiệt đới hoặc cận nhiệt đới, sông, và đầm nước ngọt. Loài này đang bị đe dọa do mất môi trường sống.

## Hình ảnh

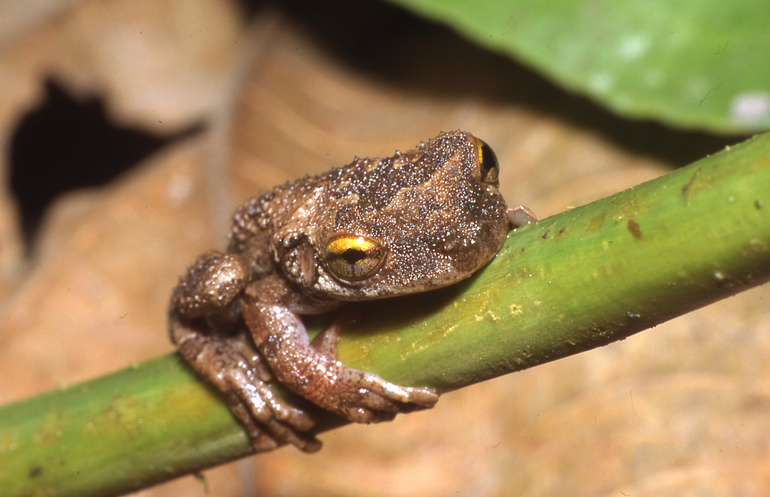
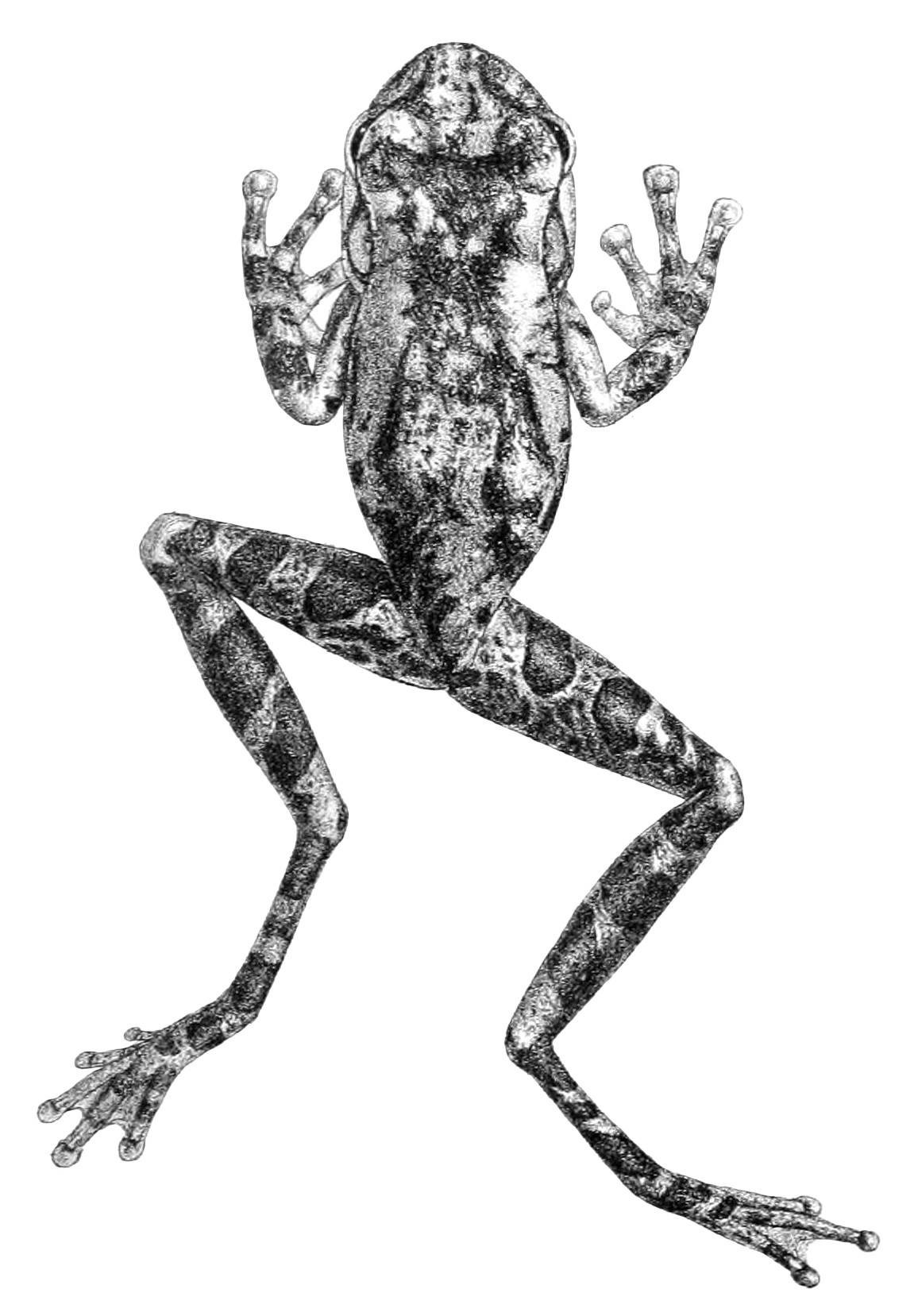